# Constantin von Monakow
Constantin von Monakow (ur. 4 listopada 1853 w Bobriezowie, zm. 19 października 1930 w Zurychu) – szwajcarski lekarz neurolog, neuroanatom i neuropatolog, pierwszy profesor neurologii na Uniwersytecie Zuryskim. 

## Życiorys
Urodził się we wsi Bobriezowo w obwodzie wołogodzkim (jako miejsce urodzenia podawana jest także sama Wołogda) w szlacheckiej rodzinie. Jego rodzicami byli cenzor Iwan Monakow (1821–1893) i Polka, Aleksandra Dukszyńska (Alexandra Leonetta Dukschinsky, 1828–1858). W 1866 wyjechał do Zurychu, gdzie uczęszczał do gimnazjum, a potem studiował medycynę na tamtejszym uniwersytecie (wbrew woli ojca). 
Jako student pracował jako asystent w klinice Burghölzli u Eduarda Hitziga. W 1877 wyjechał ze Szwajcarii i odbył podróż do Brazylii i Argentyny, podczas której praktykował jako lekarz okrętowy. W 1880 roku przedstawił dysertację doktorską Beitrag zur Localisation von Hirnrindetumoren. Po powrocie dowiedział się, że otrzymał posadę w zakładzie w St. Pirminsberg w Pfäfers. W 1885 powrócił do Zurychu i został wybrany na dyrektora Instytutu Anatomii Mózgu.

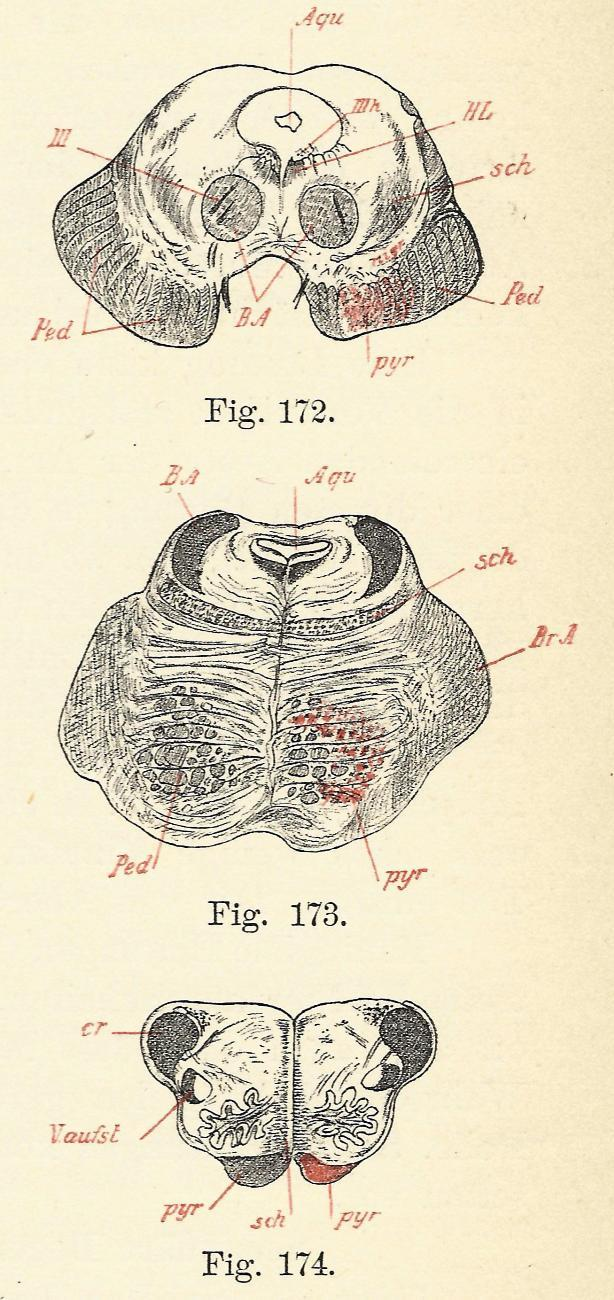
Ilustracja z monografii Monakowa Gehirnpathologie (A. Hölder, Wiedeń, 1897) przedstawiająca przebieg uszkodzonych szlaków piramidowych

W 1917 założył pismo Schweizer Archiv für Neurologie und Psychiatrie, i był jego redaktorem naczelnym do końca życia.
21 września 1880 ożenił się z Mathilde Rudio (1854–1929), mieli syna Paula (1885–1945). Paul von Monakow zginął tragicznie w wypadku w górach w Samaden.
Constantin von Monakow zmarł nagle, 19 października 1930 w Zurychu. Wspomnienia o nim napisali m.in. Erich Katzenstein, Mourgue, Mieczysław Minkowski, Muralt i Kurt Goldstein.

## Dorobek naukowy
Monakow jako pierwszy opisał połączenia dróg ruchowych i czuciowych mózgu. Przypisuje się mu odkrycie "stacji przełącznikowej" w śródmózgowiu obejmującej drogi nerwowe biegnące od siatkówki i kory wzrokowej. Boczne jądro klinowate określane jest niekiedy jako jądro Monakowa: Monakow był pierwszym, który przedstawił jego połączenia z móżdżkiem. Opisany przez niego w 1910 roku pęczek czerwienno-rdzeniowy nazywany jest czasem pęczkiem Monakowa.
W 1914 wprowadził pojęcie diaschizy (diaschisis) opisujące uszkodzenie mózgu, powodujące zmiany w zachowaniu które mogą być cofnięte podczas zdrowienia. Słowo wywodzi się z greki i oznacza "całkowicie wyłączony". Według Monakowa mózgowie składa się z wielu elementów, i jego funkcjonowanie zależy od delikatnej równowagi między nimi: zaburzenie funkcji jednej z jego części może wywołać efekt zależny od części mózgu nie uszkodzonej bezpośrednio.

## Szkoła neuroanatomiczna Monakowa
W Instytucie Mózgu Monakowa uczyło się wielu lekarzy z całego świata, szczególnie wielu z Japonii. Szkolenie w Instytucie odbyli m.in. Gennosuke Fuse, Ko Hirasawa, Sakuzaemon Kodama, Usabro Tsuchida, Niro Masuda, Tsunesuke Fukuda, Hisakyo Uemura, Itsuki Nagino, Sadamichi Kitabayashi, Goichi Hirako, Wilhelm von Stauffenberg, Mieczysław Minkowski, Jan Piltz, Stefan Borowiecki, Adolf Meyer, a także Friedrich Hayek (który ostatecznie porzucił medycynę).

## Wybrane prace
- Zur pathologischen Anatomie der Bleilähmung und der saturninen Encephalopathie. Arch. f. Psychiat. 10, ss. 495-526, 1 pl. (1879)
- Beitrag zur Localisation von Hirnrindentumoren[12]. 1881
- Zur Kenntniss des "äusseren Acusticuskerns" und des Corpus restiforme: vorläufige Mittheilung. Neurologisches Centralblatt 1 (21), 481–482, 1882
- Ein Fall von Porencephalie im Occipitallappen. Arch. f. Psychiat. 14, ss. 734-746 (1883)
- Ueber die Grenzen der geistigen Gesundheit. Oeffentlicher Vortrag gehalten den 21. Februar 1884 im Casinosaale zur Chur. (1884)
- Neue experimentelle Beiträge zur Anatomie der Schleife : vorläufige Mittheilung. Neurologisches Centralblatt 4, 12, [265]–268 (1885)
- Einiges über die Ursprungscentren des N. opticus und über die Verbindungen derselben mit der Sehsphäre. Arch. f. Physiol. ss. 329-331 (1885)
- Ein Fall von Selbstbeschuldigung bei Schwachsinn und Melancholie; motivirtes Obergutachten über den Geisteszustand der Anna Helena Br. von Biberach. Friedreich's Bl. f. gerichtl. Med. 36, ss. 24; 110 (1885)
- Striæ acusticæ und untere Schleife. Arch. f. Psychiat. 22, ss. 1-26, 2 pl. (1890)
- Gehirnpathologie. Wien: Hölder, 1897.
- Über den gegenwärtigen Stand der Frage nach der Lokalisation im Grosshirn[13]. 1904
- Über Lokalisation der Hirnfunktion. 1910.
- Der rote Kern, die Haube und die Regio hypothalamica bei einigen Säugetieren und beim Menschen, etc. 1909–1910. (Arbeiten a. d. Hirnanat. Inst. in Zürich; 3-4)
- Neue Gesichtspunkte in der Frage nach der Lokalisation im Grosshirn. 1911.
- Aufbau und Lokalisation der Bewegungen beim Menschen. Wiesbaden: J. F. Bergmann, 1911.
- Die Lokalisation im Grosshirn und der Abbau der Funktion durch kortikale Herde. Wiesbaden: J.F. Bergmann, 1914.
- Gefühl, Gesittung und Gehirn. 1916 (Arbeiten a. d. Hirnanat. Inst. in Zürich; 10)
- Psychiatrie und Biologie. Schweiz Arch Neurol Psychiatr 4, 1, 13–44 PDF i 4, 2, 235–76 (1919) PDF
- Die Syneidesis, das biologische Gewissen. Schweiz Arch Neurol Psychiatr 20, 56–91 (1927) PDF
- Gehirn und Gewissen: psychobiologische Aufsaetze / Constantin von Monakow; mit einer biographischen Einfuehrung von Mieczyslaw Minkowski. Zuerich: Conzett u. Huber, 1950